# Hrvatski radio
Hrvatski radio je sljednik negdašnje Radio-stanice Zagreb, koja je emitiranje započela 15. svibnja 1926. kao prva radiostanica na jugoistoku Europe. Emitiranje koje je započelo samo jednim programom koji se moglo slušati u Zagrebu i sjeverozapadnoj Hrvatskoj danas čini 16 programa, suvremenim distribucijskim kanalima dostupnih diljem svijeta. Hrvatski radio danas je dio Hrvatske radiotelevizije. Za potrebe radijskoga programa već je 1929. godine utemeljen radijski orkestar, samo tri godine nakon početka emitiranja tadašnjega Radio-Zagreba i samo šest godina nakon utemeljenja prvog radijskog orkestra u Europi. Taj orkestar danas djeluje pod nazivom Simfonijski orkestar Hrvatske radiotelevizije, a poslije njega osnovani su i ostali radijski ansambli: Tamburaški orkestar (1941.), Zbor (1945.) i Plesni orkestar (1946.). Ti su ansambli do danas ostvarili mnogobrojne antologijske snimke raznovrsnih skladbi hrvatskih i stranih skladatelja te održali mnoge zapažene koncerte diljem Hrvatske i svijeta. Dana 25. svibnja 2012. arhiv televizijskoga i radijskoga programa te zbirka notnih zapisa glazbene proizvodnje dobili su status kulturnoga dobra.

## Povijest
Početci Hrvatskoga radija sežu u 1926., kada je počelo emitiranje Radio Zagreba što ga je osnovao Radio klub Zagreb (skupina uglednih radioamatera i poslovnih ljudi na čelu s fizičarom Otonom Kučerom). Bila je to prva radiopostaja u ovom dijelu Europe. Prvi se put oglasila 15. svibnja 1926. na srednjem valu od 350 m iz sjedišta na Trgu sv. Marka. Program je počeo Lijepom našom, koju je na glasoviru odsvirao Krsto Odak, a ravnatelj dr. Ivo Stern i spikerica Božena Begović najavili su početak rada. Prvih 14 godina radio je bio u privatnom vlasništvu Dioničkoga društva Radio Zagreb. Godine 1940. nacionaliziran je od vlasti Banovine Hrvatske, te je tijekom NDH djelovao kao Hrvatski krugoval, a potom nakon 1945. djeluje kao državno poduzeće, društveno poduzeće, javno poduzeće i od 1990. kao javna ustanova: Zakonom koji je donio Sabor Republike Hrvatske preimenovan je u Hrvatski radio (odnosno Radiotelevizija Zagreb preimenovana je u Hrvatsku radioteleviziju). U prvim godinama rada Radio Zagreb upotpunio je shemu i lepezu emisija izvodeći ih iz studija i izravno prenoseći kulturne, športske i druge priredbe iz Zagreba i drugih hrvatskih gradova. Već od 1927. telefonskim vodom preko Beča pridruživao se u zajedničke emisije Mreže srednjoeuropskih postaja (Beč, Prag, Varšava, Budimpešta i dr.). Na temelju te suradnje Radio Zagreb je 1928. primljen u punopravno članstvo tadašnje Međunarodne radiodifuzijske unije (fr. Union Internationale de Radiodiffusion) u Ženevi zastupajući ondašnju Kraljevinu Srba, Hrvata i Slovenaca, u kojoj većim dijelom, kao ni na ostalim prostorima jugoistočne Europe, još nisu postojale druge radiodifuzijske postaje.
Na kraju prve godine emitiranja (1926.) Radio Zagreb imao je nešto više od 4000 pretplatnika (1976. više od milijun). Razdoblje od kraja 1920-ih do polovice 1930-ih obilježio je pad kupnje prijamnika i zastoj programskog i tehničkoga napretka, uzrokovan i svjetskom gospodarskom krizom. Zaostajanje za bržim razvojem radija u svijetu donekle je nadoknađeno u doba Banovine Hrvatske, kada je Radio Zagreb bio preseljen u primjerenije prostore u Vlaškoj ulici 116 i kada su kupljeni suvremeni tehnički uređaji te povećana snaga odašiljača (s 0,7 na 4,5 kW). Zbog male snage odašiljača te planinskih zapreka (Učka, Velebit, Dinara, Biokovo) čujnost je i dalje bila ograničena. Zato je Hrvatski krugoval – tako se Radio Zagreb zvao u doba Nezavisne Države Hrvatske – 1942. pokrenuo prvu podružnu postaju u Dubrovniku, poslije u Sarajevu i Banjoj Luci i 1943. u Osijeku. Nakon II. svjetskog rata pokrenute su i druge postaje u većim gradovima. Programsko restrukturiranje Radio Zagreba provedeno je 1964. i otada se redovito emitiraju 1., 2. i 3. program. Na cjelodnevno emitiranje 1. program prešao je 1976., a od 1997. na cjelodnevno emitiranje prešli su i 2. i 3. program te Radio Sljeme. Prvi srednjovalni odašiljač snage veće od 100 kW bio je postavljen 1949. u Deanovcu, prvi snage veće od 1000 kW na Rašinovcu pokraj Zadra 1986., dok je prvi ultrakratkovalni odašiljač (FM) proradio na Sljemenu 1957. godine.

## Nacionalni programi Hrvatskoga radija

### Prvi program Hrvatskoga radija
Prvi program Hrvatskoga radija (HRT – HR 1) strukturiran je kao nacionalni program koji objavljuje ono što je važno za građane i državu. Okosnicu Prvoga programa čine govorni sadržaji – informativni, kulturni, znanstveni, obrazovni, dječji, religijski – kojima se ažurno prati sve događaje u društvu i kulturi u Hrvatskoj i svijetu. Glazba je zastupljena u autorskim emisijama s temama iz svijeta glazbe kao i u glazbenim listama koje su sastavni dio pojedinih govornih sadržaja. Budući da je složen reprezentativno, Prvi program u glazbenom dijelu sadrži ozbiljnu, zabavnu i narodnu glazbu, a emitira se u 5 programskih cjelina: noćni, jutarnji, prijepodnevni, poslijepodnevni i večernji program. Dnevne novosti emitiraju se u 15 sati, Dnevnik u 19 sati i Kronika dana u 22 sata. Svaki puni sat Prvi program donosi i Vijesti. Prvi program također objavljuje i specijalizirane blokove namijenjene većim interesnim skupinama kao što su emisije za poljoprivrednike, za pomorce i za naše građane u svijetu: tu spadaju i ozbiljnije dokumentarne reportaže, radio-kalendar, radio-drame i mnoge emisije iz kulture i športa. Danas u svojem 24-satnom dnevnom emitiranju (na tjednoj razini 168 emisija vijesti, blizu 100 autorskih emisija uz velik broj sugovornika s hrvatske javne scene i izravno sudjelovanje slušatelja te više od 70 glazbenih emisija svih žanrova i vrsta) slušateljima nastoji prenijeti cjelokupni politički, gospodarski, kulturni i športski život Hrvatske te biti u toku s najvažnijim događajima u Europi i svijetu. Informativnost, ozbiljnost pristupa, stručnost, analitičnost, pažljiv odnos prema svim društvenim manjinskim skupinama temeljne su značajke Prvoga programa.

### Drugi program Hrvatskoga radija
Drugi program Hrvatskoga radija (HRT – HR 2) emitirati je počeo u travnju 1964. kao drugi program Radio Zagreba od 7:00 do 19:30 sati (u večernjim je satima na istoj mreži emitiran III. program). Pokrenut je i zamišljen kao "ležerniji" program komplementaran Prvome programu s mozaičnim, zabavnim emisijama uživo, javljanjima s terena, kontakt emisijama i povratnim informacijama slušatelja, po uzoru i u suradnji s europskim radijskim postajama ako što su Radio Luxemburg i Radio Monte Carlo. Cjelodnevno emitira od 15. svibnja 1989., kad je III. program dobio svoju radijsku frekvenciju, a Vojo Šiljak sa suradnicima osmišljava večernji program Na Drugom super. Od 1995. emitira 24 sata, a 2013. postaje nacionalna radijska mreža mozaičnih zabavnih i športskih sadržaja, govornih emisija koje prate dnevne događaje, kulturu, umjetnost i znanost, autorskih uradaka koji tematiziraju društveni život. Programskom koncepcijom Drugi program prati slušateljev dnevni ritam: ujutro i prijepodne isprepliću se najave dnevnih događanja, korisne informacije i dinamična glazba. Prioritet su nacionalni informativni sadržaji, servisne informacije o vremenu i prometu (cijeli dan emitiraju se redoviti i izvanredni izvještaji Hrvatskog autokluba o stanju na cestama), obavijesti o funkcioniranju javnih službi, predstavljanje manjinskih tema (rodnih, nacionalnih i drugih manjinskih skupina) i udruga, aktivista civilnog društva. Regionalne postaje Hrvatskoga radija na ovom programu cijeloj Hrvatskoj predstavljaju svoje posebnosti i zanimljive informacije od šireg javnog interesa. Poslijepodne Drugoga programa počinje emisijom Drugi dio dana koja donosi aktualne događaje, a nastavlja se smirivanjem dana autorskim glazbenim emisijama naših priznatih kritičara i sudionika domaće glazbene scene. Predvečerje i večer često donose prijenose sportskih događaja uz obilje glazbe. Okosnicu glazbenih sadržaja čine suvremena hrvatska i strana pop i rock glazba u autorskim emisijama različitih žanrova.

### Treći program Hrvatskoga radija
Treći program Hrvatskoga radija (HRT – HR 3) pokrenut je 1964. godine u sklopu programske reforme tadašnjeg Radio Zagreba. Utemeljitelji programa bili su urednik Hrvoje Lisinski i članovi prvog uredništva Duško Car, Nedjeljko Kujundžić i Branko Polić, kojima se ubrzo pridružila i muzikologinja Eva Sedak. Taj se program i danas – i u sklopu HRT-a i u kontekstu hrvatskoga medijskog prostora – općenito prepoznaje kao zasebna i cjelovita kulturna činjenica, osobito zbog stalne afirmacije vrijednosti nacionalne kulture: to je govorno-glazbeni program zahtjevnijih sadržaja iz društvenih, znanstvenih i kulturnih područja obilježen analitičnošću i produbljenošću u razradi pojedinih tema te izraženim kritičkim diskursom. Glazbeni dio programa obilježen je probranim izborom ozbiljne i suvremene glazbe (opere, simfonije, koncerti), džeza i alternativne glazbe te autorskim glazbenim emisijama. Uz mnoge zanimljive autorske emisije, Treći program slušateljima nudi i praćenje svjetskih glazbenih događaja, izravne prijenose koncerata i umrežavanje u njihovu europsku razmjenu. U govornom dijelu Trećega program često se mogu čuti eseji i rasprave mnogih naših i stranih autora koji se bave aktualnim problemima. Stoga je Treći program i mjesto propitivanja i eksperimentiranja zvukom i glasom: njegova je uloga da bude aktivni čimbenik društvene, znanstvene i kulturne zbilje.

## Regionalne postaje Hrvatskoga radija
Osam regionalnih radijskih postaja Hrvatskoga radija – Radio Dubrovnik, Radio Knin, Radio Osijek, Radio Pula, Radio Rijeka, Radio Sljeme, Radio Split i Radio Zadar – odgovara na javne potrebe područja na kojem emitira, potiče rješavanje lokalnih komunalnih i drugih problema, inicira javni dijalog kontaktnim emisijama i u svojem informativnom dijelu programa usredotočuje se na regionalne teme. Osim što proizvode svoj lokalni program, lokalne postaje Hrvatskoga radija osiguravaju nacionalnim programima pravovremene i precizne informacije o zbivanjima na svom području, uključivši i šire priloge o lokalnim posebnostima i zanimljivostima.

## Međunarodni program
Program Glas Hrvatske emitira se putem interneta za hrvatske iseljenike i za međunarodnu javnost: programom na stranim jezicima (engleskom, njemačkom i španjolskom jeziku) slušatelje se informira o aktualnim zbivanjima u Hrvatskoj uz obilje zanimljivih sadržaja iz svih programa Hrvatskoga radija te vlastitom proizvodnjom emisija.

## Vanjske poveznice

### Sestrinski projekti
|  | Zajednički poslužitelj ima još gradiva o temi Hrvatski radio (HRT) |

### Mrežna mjesta
- HRT – Hrvatski radio (službene mrežne stranice)
- HRT – 90 godina Hrvatskoga radija i 60 godina Hrvatske televizije
- HRT – Frekvencije emitiranja programa Hrvatskoga radija
- Hrvatska enciklopedija – Hrvatska radio-televizija (HRT)
- free-sk.htnet.hr – Povijest radija u Hrvatskoj  Arhivirana inačica izvorne stranice od 21. srpnja 2011. (Wayback Machine)
- ahyco.uniri.hr – Povijest medija od tiska do interneta: Radio u Hrvatskoj  Arhivirana inačica izvorne stranice od 22. prosinca 2015. (Wayback Machine)